# آکادمی بلوچی
آکادمی بلوچی ترویج فرهنگ بلوچی از طریق توسعه و ارتقاء زبان و ادبیات؛ حمایت از محافل ادبی؛ برگزاری سمینارها و همایش‌ها به زبان بلوچی و دعوت از دانشگاهیان سایر مناطق پاکستان و خارج از کشور به عنوان سخنران مهمان. این سازمان رسماً در سال۱۹۶۱ میلادی تأسیس شد و هم‌اکنون در شهر کویته مرکز ایالت بلوچستان پاکستان قرار دارد.

## بررسی اجمالی
کتاب‌های این مؤسسه به زبان‌های بلوچی، پشتو، اردو، انگلیسی و فارسی منتشر می‌شود، ولی بخش عمده انتشارات آن به زبان بلوچی و اردو می‌باشد.
قبل از سال ۱۹۹۷ آکادمی ساختمانی مستقل و خاص خود را نداشت. در سال ۱۹۹۹ اختر مینگل، رهبر حزب بلوچستان(B N P)، که علاقه‌مند به پشتیبانی از زبان بلوچی بود، برای آکادمی زمین و بودجه لازم برای ساخت ساختمان خود فراهم کرد.
در سال ۱۹۹۹ این مجتمع به‌طور رسمی افتتاح شد. این ساختمان سه طبقه در کویته، مرکزی با یک کتابخانه و سالن کنفرانس است.